# アグネス・フォン・ブランデンブルク
アグネス・フォン・ブランデンブルク（ドイツ語：Agnes von Brandenburg, デンマーク語：Agnes af Brandenburg, 1257年ごろ - 1304年9月29日）は、デンマーク王エーリク5世の王妃。夫エーリク5世の死後は、息子エーリク6世が幼少の1286年から1293年まで摂政をつとめた。

## 生涯
アグネスはブランデンブルク辺境伯ヨハン1世とブリギッテ・フォン・ザクセン（ザクセン公アルブレヒト1世の娘）との間の娘である。
アグネスは1273年11月11日にデンマーク王エーリク5世と結婚した。この結婚は恐らく1261年から1264年までエーリクがアグネスの父ヨハン1世に捕らえられブランデンブルクにいた間に決められたものと思われる。エーリクは持参金なしでアグネスと結婚することを約束して監禁から解放されたと言われているが、デンマークとブランデンブルクの間ではこれまでも婚姻関係を結んでいた。
1286年、夫エーリク5世が死去し、アグネスは幼少の息子エーリク6世の摂政となった。アグネスの摂政期間については詳細は不明で、この期間の決定がアグネスによってなされたか、あるいは議会によってなされたかを決めるのは困難である。アグネスはこの摂政期間に実家からの支援も受けていたとみられる。1290年、アグネスは聖ベント教会のフレスコ画制作のため資金を援助した。1293年、息子エーリク6世は成年に達し、アグネスは摂政から退いた。
1293年、アグネスはホルシュタイン＝プレン伯ゲルハルト2世と結婚し、ヨハン3世をもうけた。再婚後もアグネスは度々デンマークを訪れた。アグネスは1304年9月29日に死去し、デンマークに埋葬された。

## 子女
デンマーク王エーリク5世との間に以下の子女をもうけた。
- エーリク6世（1274年 - 1319年） - デンマーク王（1286年 – 1319年）
- リキサ（1275年頃 - 1308年） - メクレンブルク＝ヴェルレ侯ニコラウス2世と結婚、デンマーク王クリスチャン1世の母ハイルヴィヒの高祖母。
- クリストファ2世（1276年 - 1332年） - デンマーク王（1320年 - 1326年）
- マルタ（1277年 - 1341年） - スウェーデン王ビルイェルと結婚
- カタリーナ（1278年 - 1283年）
- エリサベト（1280年 - 1283年）
- ヴァルデマー（1304年没）

ホルシュタイン＝プレン伯ゲルハルト2世との間に1男をもうけた。
- ヨハン3世（1297年頃 - 1359年） - ホルシュタイン＝キール伯